# High Definition Audio
High Definition Audio — інтегрована аудіопідсистема, розроблена компанією Intel.

## Специфікація
Специфікація спрямована на поліпшення якості цифрового звуку і збільшення кількості каналів в порівнянні зі своїм попередником - Intel AC'97.
Як і AC'97 , специфікація HD Audio визначає архітектуру і програмні інтерфейси, що використовуються хост -контроллером і апаратним аудіокодеком (на обох сторонах шини). Реалізації хост -контролера доступні від компаній Intel, nVidia і AMD. Аудіокодеки, здатні працювати з такими контролерами, виробляються компаніями Realtek, Analog Devices (SoundMAX), Conexant, VIA, Integrated Device Technology (IDT) ( через придбання SigmaTel), Wolfson Microelectronics та колишньої C-Media.
Microsoft Windows XP SP3 і пізніші випуски Microsoft Windows підтримують звукові карти з аудіокодеками стандарту HD Audio драйвером Universal Audio Architecture. Mac OS X має повну підтримку HD Audio через драйвер AppleHDA . Також, HD Audio підтримується сімействами операційних систем Linux, OpenSolaris, FreeBSD,  NetBSD і OpenBSD.
| AC '97                                                      | HD Audio                                                  | Перевага HD Audio |
| ----------------------------------------------------------- | --------------------------------------------------------- | --- |
| 20 біт 96 кГц максимум                                      | 24 біт 192 кГц максимум                                   | Повноцінна підтримка нових форматів , таких як DVD-Audio |
| 2.0                                                         | 5.1/7.1                                                   | Повноцінна підтримка нових форматів , таких як Dolby Digital Surround EX , DTS ES                                                                                 |
| Смуга пропускання 11,5 Мб/с                                 | 48 Мб/с вихід, 24 Мб/с вхід                               | Більш широка смуга пропускання дозволяє використовувати більшу кількість каналів в більш детальних форматах                                                       |
| Фіксована смуга пропускання                                 | Задається смуга пропускання                               | Використовуються тільки необхідні ресурси |
| Певний канал DMA                                            | DMA канали загального призначення                         | Підтримка багатопоточності і кількох подібних пристроїв |
| Один звуковий пристрій в системі                            | Кілька логічних звукових пристроїв                        | Підтримка концепції Digital Home/Digital Office, вивід різних звуків на різні виводи для мультирумних можливостей і окремого голосового чату під час онлайн -ігор |
| Опорна частота задається ззовні, основним кодеком           | Опорна частота береться від чипсета                       | Єдиний високоякісний синхрогенератор |
| Стабільність роботи залежить від стороннього ПЗ третіх фірм | Універсальна архітектура звукового драйвера від Microsoft | Єдиний драйвер для більшої стабільності OS і базової функціональності, не потрібна спеціальна установка драйверів                                                 |
| Обмежене автовизначення і перевизначення                    | Повне автовизначення і перевизначення                     | Повна підтримка Plug and Play |
| Стереомікрофон або 2 мікрофони                              | Підтримка масиву з 16 мікрофонів, максимум                | Більш точне введення і розпізнавання мови |